# Цветаев, Борис Николаевич
Бори́с Никола́евич Цвета́ев (7 марта 1921 — 26 ноября 2011) — русский поэт и писатель, живший в Липецкой области.

## Биография
Родился в селе Казинка (ныне Грязинский район Липецкой области). В 1939 году окончил липецкий педагогический техникум. В 1940 году был призван в ряды Красной Армии.
Во время Великой Отечественной войны был направлен защищать Ленинград. Подрывал мосты; самый известный эпизод, о котором он пишет, произошёл у деревни Оттурицы (ныне в Новгородской области) — этим он остановил продвижение немцев к Ленинграду:
Осенней новью так рвануло,
Что вздрогнул за рекой погост.
То взрывом огненным взметнуло
Над Лугою шоссейный мост.
Из деревненьки Оттурицы,
В которой я бывал не раз,
Стреляли нам вдогонку фрицы,
Но пули не задели нас.
В ту ночь тревожную округа
Привычного лишилась сна.
Прости суровость нашу, Луга, —
Виной тому была война.
Цветаев был в плену. За все время оказался дважды ранен. Награждён орденом Отечественной войны I степени, двумя медалями «За боевые заслуги», медалями «За оборону Ленинграда», «За освобождение Варшавы», «За взятие Берлина».
После войны заочно окончил учительский институт. С 1946 по 1978 год работал учителем Ярлуковской средней школы (село Ярлуково Грязинского района).
26 ноября 2011 года после продолжительной болезни умер в своём доме в селе Казинка. Похоронен на Казинском кладбище с воинскими почестями.

## Творчество
Писать стихи начал рано. Сначала печатался в газетах, журналах «Подъём», «Рабоче-крестьянский корреспондент», «Сельском календаре», коллективных сборниках, вышедших в разное время в Липецке, Воронеже, Москве, Ленинграде. Выпущены и полностью авторские книги — «Ветер с полей», «Все меньше нас», «Осенний костер», «Артамонов колодец», «Юность, меченная свинцом», «Под плеском загадочной волны» и другие.
Повесть «За рекой Лугой» интересна своей документальностью, живым стилем. По мнению писательницы Александры Тамбовской, в ней нет ни излишнего пафоса, ни сухости изложения. «За рекой Лугой» показывает не только восхищение характерами простых русских людей, но и дает трезвую оценку событий.
Член Союза журналистов России. В последнее время его статьи выходили в газетах «Добрый вечер!», «Грязинские известия», «Липецкая газета».